# 时代，前进！ (组曲)
《时代，前进！》（俄语：Время, вперёд!）是格奥尔基·瓦西里耶维奇·斯维里多夫为1965年同名苏联电影所创作的组曲。

## 概要
《时代，前进！》是1965年同名苏联电影的配曲，该电影描绘了马格尼托哥尔斯克钢铁公司建设时的一天。一方面，其音乐风格上与1920年代的苏联先锋派艺术家罗钦可、吉加·维尔托夫和马雅可夫斯基的作品非常相似；另一方面，斯维里多夫也在管弦乐队的演绎下成功表达了实验摇滚的节奏特征。
本曲为组曲，共由6个乐章组成，其中尤以第6乐章最为人所熟知，曾在1985年起作为苏联中央电视台第1套节目《时间》的片头曲。苏联解体后，本曲被视为“极权主义过往”的象征而被雪藏，第一频道节目《时間》不久後也被撤下。但1994年以后，它又开始受到电视节目观众欢迎，因而伴隨節目回归沿用至今。俄罗斯电影制作人米哈伊尔·阿布拉莫维奇·施韦泽评论道：“因为这首曲子是永恒的，它有自己的生命脉搏，不受政治起伏纷扰。无论有多少坎坷命运、不堪过往还是巨大损失，时间总是一往无前。”
俄羅斯搖滾樂隊「Автограф」對這首曲子的第6乐章進行了改編，並曾多次將這首曲子發行在他們的專輯上，並在他們的音樂會上演奏。
2013年世界田径锦标赛开幕式和2014年冬季奥林匹克运动会开幕式也使用了这首歌的第6乐章。

## 构成
- 乌拉尔之曲 -
- 恰斯图什卡 -
- 进行曲 -
- 短狐步舞曲 -
- 夜曲 -
- 时间，前进！ -